# Colpotaulius incisus
Colpotaulius incisus är en nattsländeart som först beskrevs av Curtis 1834.  Colpotaulius incisus ingår i släktet Colpotaulius, och familjen husmasknattsländor. Arten är reproducerande i Sverige.